# Das sündige Dorf (1954)
Das sündige Dorf ist ein deutscher Spielfilm von 1954 des Regisseurs Ferdinand Dörfler. Er ist eine Neufassung des gleichnamigen Films aus dem Jahr 1940 und die zweite Verfilmung des gleichnamigen Schwanks von Max Neal. Der Film wurde in einer Kooperation mit der DEFA gedreht.

## Handlung
Als die Söhne des Bauern Thomas und seiner Frau Therese Stangassinger, Toni und Sepp, den Eltern ihre Verlobten vorstellen, glauben diese, in den Auserwählten ihre jeweiligen unehelichen Töchter zu erkennen. Durch Intrigen versuchen die beiden nun, die Liebenden auseinanderzubringen, um eine Geschwisterehe zu verhindern. Glücklicherweise stellt sich am Ende heraus, dass der Doppelhochzeit nichts im Wege steht. Ein alter Taglöhner, der die Zusammenhänge kennt und ein Geschäft aus der Sache gemacht hat, klärt die Irrtümer auf.

## Produktionsnotizen
Der Film wurde in den Ateliers der Bavaria Film in Geiselgasteig produziert. Die Außenaufnahmen entstanden im „oberbayrischen Hochland“. Max Mellin und Wolf Englert schufen die Bauten, Hans Tost war Produktionsleiter. Uraufführung war am 10. September 1954 in Nürnberg.

## Kritiken
Der katholische Film-Dienst urteilte, die „Dorfposse aus Bayern“ habe weniger mit Sünden zu tun als mit Geschmacklosigkeit.